# Minoru Kobata
Minoru Kobata (小畑 穣, Kobata Minoru, Saitama, 24 november 1946) is een Japans voormalig voetballer die als middenvelder speelde.

## Clubcarrière
In 1965 ging Kobata naar de Meiji University, waar hij in het schoolteam voetbalde. Nadat hij in 1969 afstudeerde, ging Kobata spelen voor Hitachi. Met deze club werd hij in 1972 kampioen van Japan. Kobata veroverde er in 1972 en 1975 de Beker van de keizer. In 7 jaar speelde hij er 99 competitiewedstrijden en scoorde 22 goals. Kobata beëindigde zijn spelersloopbaan in 1975.

## Japans voetbalelftal
Minoru Kobata debuteerde in 1970 in het Japans nationaal elftal en speelde 13 interlands.

## Statistieken
| Japans voetbalelftal | Japans voetbalelftal | Japans voetbalelftal |
| Jaar                 | Wed.                 | Dlp.                 |
| -------------------- | -------------------- | -------------------- |
| 1970                 | 11                   | 0                    |
| 1971                 | 0                    | 0                    |
| 1972                 | 0                    | 0                    |
| 1973                 | 2                    | 0                    |
| Totaal               | 13                   | 0                    |